# Kanton Plateau du Haut-Velay granitique
Der Kanton  Plateau du Haut-Velay granitique ist seit 2015 ein französischer Kanton in den Arrondissements Brioude, Le Puy-en-Velay und Yssingeaux, im Département Haute-Loire in der Region Auvergne-Rhône-Alpes.

## Gemeinden
Der Kanton besteht aus 26 Gemeinden mit insgesamt 9529 Einwohnern (Stand: 2022) auf einer Gesamtfläche von 512,67 km²:
| Gemeinde                                | Einwohner 1. Januar 2022 | Fläche km² | Dichte Einw./km² | Code INSEE | Postleitzahl | Arrondissement  |
| --------------------------------------- | ------------------------ | ---------- | ---------------- | ---------- | ------------ | --------------- |
| Allègre                                 | 892                      | 23,57      | 38               | 43003      | 43270        | Brioude         |
| Beaune-sur-Arzon                        | 217                      | 14,38      | 15               | 43023      | 43500        | Le Puy-en-Velay |
| Berbezit                                | 44                       | 10,39      | 4                | 43027      | 43160        | Brioude         |
| Bonneval                                | 91                       | 14,66      | 6                | 43035      | 43160        | Brioude         |
| Chomelix                                | 449                      | 26,47      | 17               | 43071      | 43500        | Le Puy-en-Velay |
| Cistrières                              | 128                      | 21,89      | 6                | 43073      | 43160        | Brioude         |
| Connangles                              | 132                      | 21,89      | 6                | 43076      | 43160        | Brioude         |
| Craponne-sur-Arzon                      | 2.004                    | 33,37      | 60               | 43080      | 43500        | Le Puy-en-Velay |
| Félines                                 | 302                      | 20,50      | 15               | 43093      | 43160        | Brioude         |
| Jullianges                              | 434                      | 18,44      | 24               | 43108      | 43500        | Le Puy-en-Velay |
| La Chaise-Dieu                          | 595                      | 13,58      | 44               | 43048      | 43160        | Brioude         |
| La Chapelle-Bertin                      | 50                       | 11,29      | 4                | 43057      | 43270        | Le Puy-en-Velay |
| La Chapelle-Geneste                     | 111                      | 18,06      | 6                | 43059      | 43160        | Brioude         |
| Laval-sur-Doulon                        | 61                       | 12,28      | 5                | 43116      | 43440        | Brioude         |
| Malvières                               | 142                      | 13,72      | 10               | 43128      | 43160        | Brioude         |
| Monlet                                  | 406                      | 35,70      | 11               | 43138      | 43270        | Le Puy-en-Velay |
| Roche-en-Régnier                        | 477                      | 26,92      | 18               | 43164      | 43810        | Le Puy-en-Velay |
| Saint-Georges-Lagricol                  | 523                      | 19,17      | 27               | 43189      | 43500        | Le Puy-en-Velay |
| Saint-Jean-d’Aubrigoux                  | 183                      | 17,80      | 10               | 43196      | 43500        | Le Puy-en-Velay |
| Saint-Julien-d’Ance                     | 248                      | 17,82      | 14               | 43201      | 43500        | Le Puy-en-Velay |
| Saint-Pal-de-Chalencon                  | 1.019                    | 28,95      | 35               | 43212      | 43500        | Yssingeaux      |
| Saint-Pal-de-Senouire                   | 109                      | 18,35      | 6                | 43214      | 43160        | Brioude         |
| Saint-Pierre-du-Champ                   | 555                      | 31,09      | 18               | 43217      | 43810        | Le Puy-en-Velay |
| Saint-Victor-sur-Arlanc                 | 91                       | 11,88      | 8                | 43228      | 43500        | Le Puy-en-Velay |
| Sembadel                                | 240                      | 18,59      | 13               | 43237      | 43160        | Brioude         |
| Varennes-Saint-Honorat                  | 26                       | 11,91      | 2                | 43252      | 43270        | Le Puy-en-Velay |
| Kanton Plateau du Haut-Velay granitique | 9.529                    | 512,67     | 19               | 4311       | –            | –               |